# CUS Parma
CUS Parma – żeński klub siatkarski z Włoch. Został założony w 1946 w mieście Parma.

## Sukcesy
- Mistrzostwo Włoch:
  -  1971